# La Valeta (Erau)
La Valeta (en francès Lavalette) és un municipi occità del Llenguadoc, situat al departament de l'Erau i a la regió d'Occitània.